# Torre Pallavicina
Torre Pallavicina (lombardul: Tur Palaisina) település Olaszországban, Lombardia régióban, Bergamo megyében. Lakosainak száma 1136 fő (2023. január 1.). Torre Pallavicina Fontanella, Orzinuovi, Pumenengo, Roccafranca és Soncino községekkel határos.

## Népesség
A település lakossága az elmúlt években az alábbi módon változott:
| Lakosok száma | 1063 | 1067 | 1136 |
|               | 2017 | 2018 | 2023 |